# لشکر ۱۰۳ پیاده (ایالات متحده آمریکا)
لشکر ۱۰۳ پیاده ایالات متحده آمریکا (انگلیسی: 103rd Infantry Division) لشکر پیاده‌نظام نیروی زمینی ایالات متحده آمریکا است، که در سال ۱۹۲۱ تأسیس شد و در سال ۱۹۴۵ منحل گردید.
واحدی از ارتش ایالات متحده بود که در طول جنگ جهانی دوم در ارتش هفتم ایالات متحده از گروه ششم ارتش خدمت می‌کرد.
این واحد به‌طور مختلف به سپاه ششم، سپاه پانزدهم و سپاه بیست و یکم اختصاص داده شد. با پایان جنگ، این واحد بخشی از پیشروی سپاه ششم در باواریا به سمت آلپ بود، به اینسبروک، اتریش رسید، گذرگاه برنر را تصرف کرد و افتخار پیوستن به ارتش پنجم ایالات متحده را که از ویپیتنو، ایتالیا به سمت شمال می‌آمد، به دست آورد و در ۴ مه ۱۹۴۵ به جبهه‌های ایتالیا و اروپای غربی پیوست.